# دیورکونی
دیورکونْی (به مجاری:  Györköny) یک شهرداری در مجارستان است که در ناحیه پاکش واقع شده‌است. دیورکونی ۳۱٫۶ کیلومتر مربع مساحت و ۹۳۸ نفر جمعیت دارد.